# GREETING (V6のアルバム)
『GREETING』（グリーティング）は、V6の1stミニアルバム。1996年12月2日にavex traxから発売された。

## 概要
V6にとって初めてのミニアルバムである。
生産限定盤として発売された。分厚い箱になっており、中には本編CDとトランプが封入されている。収録されている楽曲は全て冬にまつわるものである。
オリコン登場週数は11回と、V6のアルバムの中では最長となった。

## 収録曲
1. MIRACLE STARTER 〜未来でスノウ・フレークス〜
作詞・作曲：Lucy E・Pete Jennings、編曲：上野圭市
  - '97「円谷プロ」企業CMソング

2ndミニアルバム『SUPER HEROES』(リアレンジ)、1stベストアルバム「Very best」、4thベストアルバム『Very6 BEST』初回A盤・通常盤(リアレンジ・レコーディング)にも収録された。
2. 寒がりなHeartbeat - 20th Century
作詞：Lucy E、作曲・編曲：上野圭市
3. 僕の告白 - Coming Century
作詞：中山加奈子、作曲・編曲：星野靖彦
4. コバルトブルー - 坂本昌行
作詞・作曲：片岡大志、編曲：冬野竜彦
ベストアルバム「Replay〜Best of 20th Century〜」スペシャル盤（20th Century）にも収録された。
5. Happy New Year's Train - Coming Century
作詞：只野菜摘、作曲・編曲：星野靖彦
6. Lonely Holy Night - 20th Century
作詞：土生京子、作曲・編曲：日高智（GTS）
ベストアルバム「Replay〜Best of 20th Century〜」にも収録された。